# D5 (Tsjechië)
De Dálnice 5 (D5) loopt vanaf Praag via Beroun, Pilsen naar de grens met Duitsland. Bij Pilsen is de snelweg inmiddels ook voltooid. De D5 is de belangrijkste weg van Tsjechië naar Duitsland, waar de snelweg verder als A6 richting Neurenberg loopt.
De D5 is een onderdeel van de E50 oftewel de rechtstreekste verbinding Praag - Parijs. De grensovergang van Rozvadov-Waidhaus is gelijk de grootste van Tsjechië.
D 0 ·
D 1 ·
D 2 ·
D 3 ·
D 4 ·
D 5 ·
D 6 ·
D 7 ·
D 8 ·
D 10 ·
D 11 ·
D 35 ·
D 43 ·
D 46 ·
D 48 ·
D 49 ·
D 52 ·
D 55 ·
D 56